# Rom, Deux-Sèvres

Rom este o comună în departamentul Deux-Sèvres, Franța. În 2009 avea o populație de 805 de locuitori.